# Cataloipus ambiguus
Cataloipus ambiguus är en insektsart som först beskrevs av Carl Stål 1876.  Cataloipus ambiguus ingår i släktet Cataloipus och familjen gräshoppor. Inga underarter finns listade i Catalogue of Life.